# Болібрух Борис Васильович
Болібрух Борис Васильович (нар. 13 лютого 1965, Хмельницький) — український науковець в галузі безпеки людини в екстремальних ситуаціях, доктор технічних наук, професор, професор кафедри цивільної безпеки НУ «Львівська політехніка».

## Освіта
- загальна середня освіта, загальноосвітня середня школа № 18, м. Хмельницький, 1982 р.;
- середньо-спеціальна освіта, спеціальність «організація пожежної безпеки та протипожежна техніка», Львівське пожежно-технічне училище МВС СРСР. М. Львів (1986 р.).
- вища освіта, спеціальність «Пожежна безпека», Вища інженерна пожежно-технічна школа МВС СРСР (1993) р

З липня 1986 по серпень 1989 року проходив службу в посаді начальника караулу в Загоні державної пожежної охорони -1 по охороні ХАЕС та м. Нетішин.  У 1989 вступив до Вищої інженерної пожежно-технічної школи МВС СРСР, яку закінчив у червні 1993 року.
З серпня 1993 по вересень 2000 року проходив службу в Управлінні пожежної охорони Хмельницької області. У 2000 році переведений на викладацьку посаду до Львівського пожежно-технічного училища МВС України і впродовж 13-и років пройшов шлях від старшого викладача до декана факультету. В цей час брав активну участь в реформуванні відомчої освіти та створенні науково-дослідної бази Університету. В грудні 2004 року захистив кандидатську дисертацію за спеціальністю «Пожежна безпека». У 2007 році отримав вчене звання «доцент». У 2010 році брав безпосередню участь в розробці нормативно-правових засад реформування МНС України. З березня 2013 по червень 2015 проходив службу в посаді начальника Головного управління ДСНС у Хмельницькій області. У  травні 2016 року звільнився у відставку. Впродовж усього часу проходження служби здійснював науково-викладацьку діяльність. У 2017 захистив докторську дисертацію за спеціальністю «Охорона праці». У 2018 році пройшов стажування в науково-дослідному інституті державної пожежної охорони Польщі (м. Юзефув) та склав іспит на знання польської мови за рівнем В2. З вересня 2013 по теперішній час-професор кафедри цивільної безпеки НУ «Львівська політехніка».
Публікації: 92 наукових праці, 8 патентів на винаходи, 3-ДСТУ в галузі безпеки, 8- навчальних посібників, з яких 4 рекомендовані МОН.
Керівництво науковими дослідженнями: 3-и НДР, 2-дисертаційних дослідження, 2-захищених в галузі «Пожежна безпека» та «Охорона праці».
Нагороди: відзнака «за заслуги ІІ-ст», дострокове присвоєння звання «полковник вн.сл.» (2004), «Почесна відзнака МНС України» (2010)

## Наукова діяльність
Напрями наукової діяльності — дослідження захисту людини в екстремальних ситуаціях та розробка нормативно-правових заходів щодо його удосконалення, впровадження європейських норм в галузі виробничих ризиків.
Опублікував понад 90 наукових праць: вибрані
Проблеми гармонізації елементів захисного спорядження пожежника (одяг, взуття) залежно від захисних властивостей та нормативних показників спеціальних матеріалів (2004 у співавт)
Сучасні відомості про кислотозахисні властивості матеріалів (2005 у співавт)
Аналіз послідовності розробки і випробування захисних костюмів для рятувальників (200 у співавт 5)
Вплив захисних властивостей спорядження рятувальника на тактику ведення аварійно-рятувальних робіт під час гасіння пожежі (2006 у співавт)
Узагальнений аналіз приладів по визначенню термозахисних властивостей та дослідження довговічності спеціальних матеріалів для виготовлення захисного одягу пожежників  (2006 у співавт)
Спосіб визначення термозахисних властивостей анізотропних матеріалів (2006 у співавт)
Особливості проведення випробувань термозахисних властивостей спеціальних матеріалів захисного одягу пожежників (2006 у співавт)
Прилад для визначення термостійких параметрів спецматеріалу теплозахисного одягу пожежника (2007 у співавт)
Вибір критеріїв оцінки теплозахисних властивостей спеціальних матеріалів / Б. В. Болібрух, Б. В. Штайн (2008 у співавт)
Створення нового методу оцінки теплозахисних властивостей спеціальних матеріалів захисного одягу пожежника (2008 у співавт)
Моделювання теплових процесів у багатошаровому пакеті теплозахисного одягу пожежника (2009 у співавт)
Шляхи забезпечення захисту особового складу пожежно-рятувальних підрозділів під час ліквідації надзвичайної ситуації з наявністю амоніаку  (2009 у співавт)
Неруйнівний контроль трубопроводів з аміаком (2009 у співавт)
Узагальнені контактні співвідношення математичної моделі, що описує процеси тепломасопереносу в пакеті теплозахисного одягу пожежників (2009)
Моделювання впливу теплових процесів на міцність спеціальних матеріалів / (2009 у співавт)
Визначення температурних режимів підкостюмного простору теплозахисного одягу пожежника під час гасіння пожеж в закритих приміщеннях  (2013)
Исследование теплового излучения при взрывах на опасных производственных объектах (Белорусь,   2014 у співавт)
Problemy stworzenia skutecznej ochrony indywidualnej ratowników przy awariach na przemysłowych obiektach (Zeszytach Naukowych SGSP. -2015)
Разработка и верификация расчетной модели теплового состояния теплозащитной одежды пожарного при различных видах испытаний (CNBOP-PIB, 2015 у співавт)
A Model of a Firefighter's Thermal Condition when Attired in Protective Clothing CNBOP-PIB. — 2016.
Визначення граничного часу роботи пожежника в теплозахисному одязі на основі тривимірної моделі  (2017 у співавт)

## Патенти на винаходи
- Патент № 84744 Україна, МПК (2006) А41D 31/00. Спосіб дослідження проникності матеріалів для засобів індивідуального захисту від агресивних речовин опубл. 25.11.2008, Бюл. № 22.
- Патент № 32071 Україна, МПК (2006) А41D 31/00. Полігон для вогневих випробовувань захисного одягу пожежника  12.05.2008, Бюл. № 9.
- Патент № 79577 Україна, МПК D06N 3/00. Синтетична шкіра для верху спеціального взуття і спосіб її виготовлення  25.06.2007, Бюл. № 9.
- Патент № 90944 Україна, МПК G01N 3/18. Прилад для оцінки термозахисних властивостей матеріалів 10.06.2010, Бюл. № 11.

### Науково-методичні та науково-технічні посібники
- Рекомендації щодо гасіння пожеж у висотних будівлях (2011 у співавт)
- Рекомендації з гасіння пожеж на об'єктах та рухомому складі залізничного транспорту (2005 у співавт).
- Болібрух Б. В. Захисний одяг пожежника: довідник (2016 у співавт).
- Довідник керівника гасіння пожежі (2016 у співавт)
- Рекомендації щодо гасіння лісових та торф'яних пожеж  (2007, у співавт.)